# 소다 유시
소다 유시(일본어: 曽田 雄志, 1978년 7월 5일 ~ )는 일본의 전 축구 선수이다.

## 구단 경력
과거 콘사돌레 삿포로에서 활동하였다.